# Nina Žižić

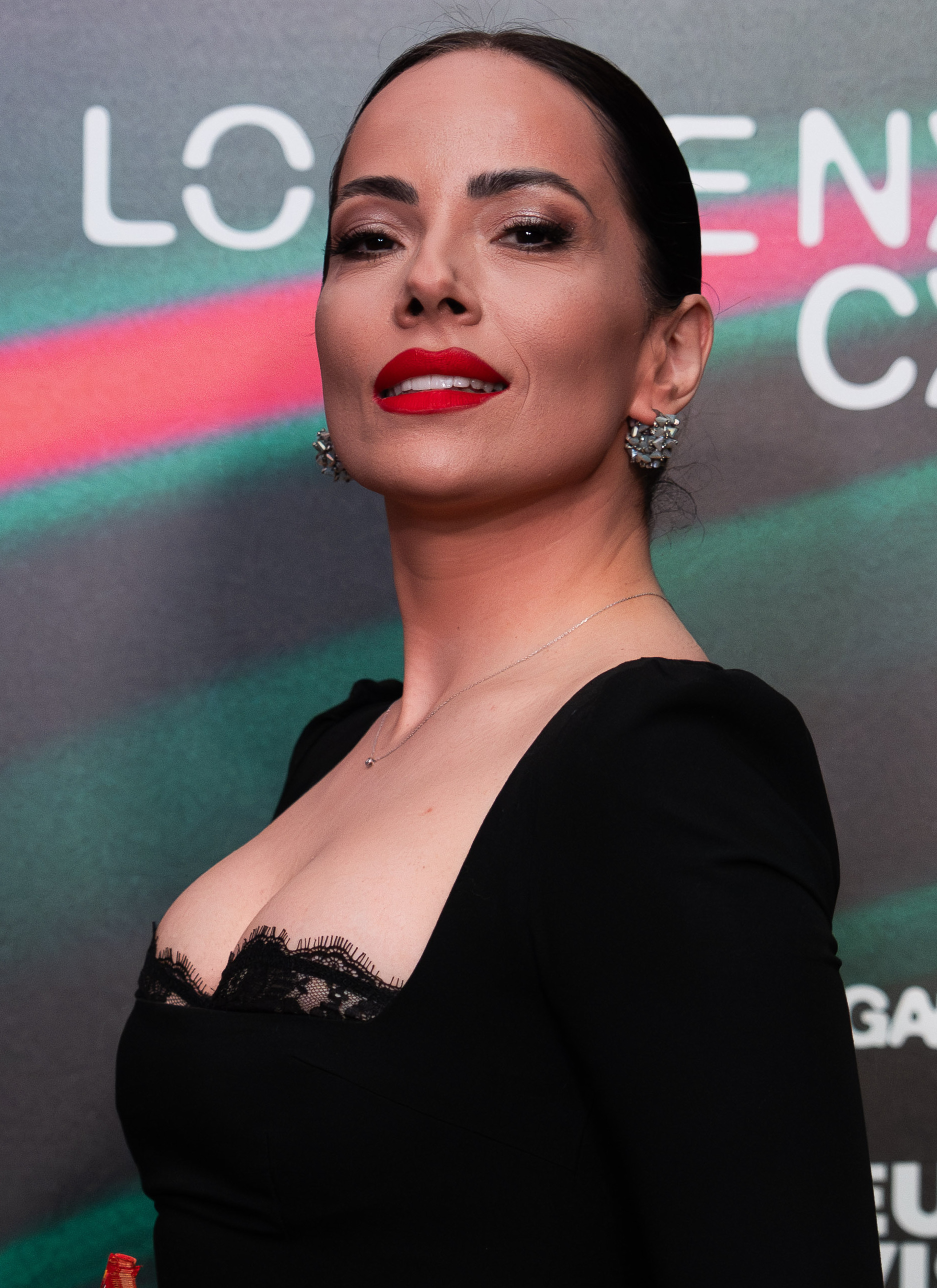
Nina Žižić (2025)

Nina Žižić (kyrillisch Нина Жижић; * 20. April 1985 in Nikšić) ist eine montenegrinische Popsängerin.

## Leben
Sie studierte Englisch und Literatur an der Universität Montenegro. Ab 2004 wurde sie als Mitglied der Girlgroup Negre bekannt. Mit dieser nahm sie 2004 an der Vorauswahl zum Eurovision Song Contest für Serbien und Montenegro teil und erreichte Platz drei. 2006 verließ sie die Gruppe, um eine Solokarriere zu starten. Ihre Teilnahme an der montenegrinischen Vorauswahl Montevizija 2006 endete mit Platz 17. Einen Radiohit in ihrer Heimatregion hatte sie 2007 mit Strogo Povjerljivo. 2013 wurde sie beauftragt, zusammen mit Who See und dem Titel Igranka beim Eurovision Song Contest 2013 anzutreten. Das Gespann konnte sich nach dem Auftritt beim ersten Halbfinale nicht fürs Finale qualifizieren.
2024 wurde bekannt gegeben, dass sie mit dem Song Dobrodošli beim montenegrinischen Vorentscheid Montesong 2024 zum ESC 2025 antreten wird. Sie erreichte Platz zwei, doch nachdem die eigentlichen Sieger, die Band NeonoeN, nach wenigen Tagen vom Bewerb zurücktreten mussten, wurde Žižić als Vertreterin Montenegros bestimmt. Hier erreichte sie jedoch den letzten Platz im Halbfinale und konnte sich nicht für das Finale qualifizieren.

## Diskografie

### Singles
- 2006: Rijeka suza
- 2006: Potraži me
- 2007: Strogo povjerljivo
- 2008: Druga u meni
- 2008: Sve što želim
- 2009: Ja te moliti neću
- 2011: Zabranjujem
- 2012: Odlazi
- 2013: Sama kriva
- 2013: Klik (mit Wikluh Sky)
- 2016: Kiss you, goodbye
- 2023: Paranoičan
- 2024: Dobrodošli

### Als Gastmusikerin
- 2013: Igranka (mit Who See)
- 2023: Common Dreams (mit Dolce Hera)